# ジュリア・ニルソン
ジュリア・ニルソン（Julia Nilsson、1997年5月2日 - ）は、スウェーデンの女子バレーボール選手。ポジションはミドルブロッカー。スウェーデン代表。

## 来歴
- クラブチーム

Villie出身。2017年、Svedala VBKに入団。2年間プレーした。2019年、エンゲルホルムへ移籍し、2020/21シーズンのスウェーデン国内リーグ、スウェーデンカップで準優勝した。2021年9月、オーストリアのTi-Volley Innsbruckへの移籍が発表され、2021/22シーズンのオーストリアカップで準優勝した。2022年9月、エンゲルホルムに2季ぶりに復帰し、2022/23シーズンのスウェーデン国内リーグ、スウェーデンカップで2冠を達成。2023/24シーズンはスウェーデン国内リーグで準優勝し、自身はベストミドルブロッカー賞を受賞した。2024年5月、フランスのネプチューン・ナントへの移籍が発表された。
- 代表チーム

2021年、シニア代表に初選出され、同年の欧州選手権に出場し8位となった。2023年、チャレンジャーカップに出場した。同年の欧州選手権に出場した。2024年、ヨーロッパゴールデンリーグに出場し金メダルを獲得した。

## 球歴
- 欧州選手権 - 2021年、2023年
- チャレンジャーカップ - 2023年、2024年

## 受賞歴
- 2024年　2023/24スウェーデンリーグ　ベストミドルブロッカー賞

## 所属クラブ
- Svedala VBK（2017-2019年）
- エンゲルホルム（2019-2021年）
- Ti-Volley Innsbruck（2021-2022年）
- エンゲルホルム（2022-2024年）
- ネプチューン・デ・ナント・バレーボール（2024-）